# سلحفاة النجمة البورمية
سلحفاة النجمة البورمية هي نوع من السلاحف البرية المهددة بالانقراض التي تقطن دولة بورما الآسيوية. تعيش هذه السلاحف في الغابات النفضية الجافة، ويجمعها هناك السكان المحليون لأكلها، كما إن الصينيين يشترونها لبيعها في أسواق الأطعمة. يمكن تمييزهذه السلحفاة بسهولةٍ عن قريبتها الشائعة سلحفاة النجمة الهندية بمقارنة الأسطح السفلية لأصدافهما. سلحفاة النجمة البورمية محمية بموجب الملحق الثاني من اتفاقية التجارة الدولية بالحيوانات والنباتات المهددة (سايتس)، إذ تحظر الاتفاقية تصديرها إلى خارج دولتها الأصلية (بورما) من دون تصريح رسمي. لكن وبحسب ما تفيد به التحقيقات فإن الحكومة البورمية لم تمنح يوماً أي تصاريح لتصديرها، ممَّا يعني أن معظم السلاحف البورمية المرباة بالأسر بيعت بطرقٍ غير قانونية.
في الوقت الحالي، يصنف الاتحاد العالمي للحفاظ على الطبيعة هذه السلحفاة على القائمة الحمراء كنوعٍ مهدد بالانقراض بشدة، وتعمل عدة برامج - منها ذلك الذي تديره حدائق يادانابون الحيوانية - على إعادة إكثارها لإنقاذها من هذا الخطر. إلا إنَّ ذلك أمرٌ صعبٌ إلى حد كبير، ولم تنجح أي محاولةٍ لذلك قبل عام 2003ـ عندما تمكنت حديقة حيوان تايبيه من إكثار أول سلحفاة نجمة بورمية بالأسر.

## المرجع
1. ↑  The IUCN Red List of Threatened Species 2022.2 (بالإنجليزية), 9 Dec 2022, QID:Q115962546
2. 1 2  Uwe Fritz; Peter Havaš (2007). "Checklist of Chelonians of the World" (PDF). Vertebrate Zoology (بالإنجليزية). 57 (2): 149–368. ISSN:1864-5755. OCLC:225656260. QID:Q14565809.
3. ↑  Fritz Uwe (2007). "Checklist of Chelonians of the World". Vertebrate Zoology. ج. 57 ع. 2: 279. ISSN 18640-5755. مؤرشف من الأصل (PDF) في 2010-12-17. اطلع عليه بتاريخ 2012-05-29. {{استشهاد بدورية محكمة}}: الوسيط author-name-list parameters تكرر أكثر من مرة (مساعدة)
4. ↑  القائمة الحمراء، الاتحاد العالمي للحفاظ على الطبيعة (2000). Geochelone platynota (سلحفاة النجمة البورمية). تاريخ الولوج 22-05-2013. نسخة محفوظة 14 يناير 2018 على موقع واي باك مشين.